# Сабо, Дежё (легкоатлет)
Дежё Сабо (венг. Szabó Dezső; род. 4 сентября 1967, Будапешт) — венгерский легкоатлет, специалист по многоборьям. Выступал за сборную Венгрии по лёгкой атлетике в 1986—2000 годах, обладатель двух серебряных медалей чемпионатов Европы, чемпион Универсиады в Фукуоке, победитель и призёр первенств национального значения, действующий рекордсмен страны в семиборье, участник трёх летних Олимпийских игр.

## Биография
Дежё Сабо родился 4 сентября 1967 года в Будапеште.
Впервые заявил о себе в лёгкой атлетике на международном уровне в сезоне 1986 года, когда вошёл в состав венгерской национальной сборной и выступил на юниорском мировом первенстве в Афинах, где в программе десятиборья стал восьмым.
В 1988 году занял 15-е место на международных соревнованиях Hypo-Meeting в Австрии и благодаря череде удачных выступлений удостоился права защищать честь страны на летних Олимпийских играх в Сеуле — набрал в сумме всех дисциплин десятиборья 8093 очка, расположившись в итоговом протоколе на 13-й строке.
В 1989 году был пятым на Hypo-Meeting. Будучи студентом, представлял страну на Универсиаде в Дуйсбурге, где взял бронзу в десятиборье.
В 1990 году стал серебряным призёром на Hypo-Meeting и побывал на чемпионате Европы в Сплите, откуда тоже привёз награду серебряного достоинства — уступил здесь только французу Кристиану Плазья, установив при этом свой личный рекорд в десятиборье (8436 очков). По итогам сезона был признан лучшим спортсменом Венгрии.
На чемпионате мира 1991 года в Токио досрочно завершил выступление и не показал никакого результата.
Находясь в числе лидеров венгерской команды, благополучно прошёл отбор на Олимпийские игры 1992 года в Барселоне — на сей раз с результатом в 8199 очков стал четвёртым.
В 1993 году показал пятый результат в семиборье на чемпионате мира в помещении в Торонто.
На чемпионате Европы 1994 года в Хельсинки был восьмым в десятиборье.
В 1995 году на Кубке Европы по легкоатлетическим многоборьям в Вальядолиде занял пятое и шестое места в личном и командном зачётах соответственно. Кроме того, превзошёл всех соперников в десятиборье на Универсиаде в Фукуоке.
В 1996 году закрыл десятку сильнейших на Кубке Европы в Лаге. На Олимпийских играх в Атланте преодолел только стартовый этап, бег на 100 метров, после чего снялся с соревнований.
В 1997 году на Кубке Европы в Таллине финишировал четвёртым в личном зачёте и помог своим соотечественникам выиграть бронзовые медали командного зачёта.
В 1998 году на чемпионате Европы в помещении в Валенсии с национальным рекордом Венгрии в 6249 очков завоевал серебряную медаль в семиборье — здесь его превзошёл поляк Себастьян Хмара. Позже на домашнем чемпионате Европы в Будапеште показал седьмой результат в десятиборье.
В 1999 году на чемпионате мира в помещении в Маэбаси стал седьмым в семиборье.
Участвовал в чемпионате Европы в помещении 2000 года в Генте, но не смог преодолеть здесь все дисциплины семиборья и остался без результата.